# Čong Hjon
Čong Hjon (korejsky 정현, * 19. května 1996 Suwon) je jihokorejský profesionální tenista a první Jihokorejec ve čtvrtfinále i semifinále grandslamu. Ve své dosavadní kariéře na okruhu ATP World Tour nevyhrál žádný turnaj. Získal však trofej z debutového ročníku milánského Next Generation ATP Finals 2017 pro hráče do 21 let. Na challengerech ATP a okruhu ITF získal dvanáct titulů ve dvouhře a dva ve čtyřhře.
Na žebříčku ATP byl ve dvouhře nejvýše klasifikován v dubnu 2018 na 19. místě a ve čtyřhře pak v dubnu 2017 na 187. místě. Na kombinovaném juniorském žebříčku ITF nejvýše figuroval v lednu 2013, kdy mu patřila 7. příčka. Trénuje ho Čung Sukjin.
V jihokorejském daviscupovém týmu debutoval v roce 2014 semifinálem 1. skupiny asijsko-oceánské zóny proti Indii, v němž prohrál dvouhru se Somdevem Devvarmanem. Indové zvítězili 3:1 na zápasy. Do roku 2019 v soutěži nastoupil k sedmi mezistátním utkáním s bilancí 10–2 ve dvouhře a 0–2 ve čtyřhře.
Jižní Koreu reprezentoval na Asijských hrách 2014 v Inčchonu, kde s Limem Yong-kyu vybojoval zlatou medaili ze soutěže mužské čtyřhry. Další dva zlaté kovy přidal z Letní univerziády 2015 v jihokorejském Kwangdžu, když triumfoval ve dvouhře a stal se i členem vítězného týmu. Stříbrnou medaili doplnil ve čtyřhře po boku krajana Nam Ji-sunga.
Za žebříčkový posun o více než 120 míst během sezóny 2015, jíž zakončil na 51. příčce klasifikace ATP, jej Asociace tenisových profesionálů vyhlásila hráčem s největším zlepšením.

## Tenisová kariéra
Na juniorce Wimbledonu 2013 se probojoval do finále, když ve třetím kole přehrál nejvýše nasazeného Australana Nicka Kyrgiose a ve čtvrtfinále Chorvata Bornu Ćoriće. V závěrečném zápasu soutěže odešel poražen od italské turnajové šestky Gianluigiho Quinziho po nezvládnutých koncovkách obou sad.
V rámci hlavních soutěží challengerů debutoval v říjnu 2012, když na soulský turnaj obdržel divokou kartu. Ve druhém kole podlehl Tchajwanci Jimmy Wangovi, na něhož uhrál tři gamy. Premiérový titul v této úrovni si odvezl ze srpnového Chang-Sat Bangkok Open 2014, kde ve finále přehrál australského hráče Jordana Thompsona ve dvou setech. Průnik mezi sto nejlepších tenistů zaznamenal 27. dubna 2015, když mu na žebříčku ATP patřila 88. příčka, na níž se posunul ze 107. pozice. Do elitní padesátky klasifikace pak poprvé nahlédl 14. srpna 2017, kdy figuroval na 49. místě.
Ve dvouhře okruhu ATP World Tour debutoval na zářijovém Proton Malaysian Open 2013 v Kuala Lumpuru po obdržení divoké karty od organizátorů. V prvním kole nestačil na Argentince Federica Delbonise. Premiérový kariérní vyhraný zápas v této úrovni dosáhl během debutového startu v sérii ATP Masters, když opět získal divokou kartu na Miami Open 2015 v Key Byscaine, kde na úvod vyřadil Španěla Marcela Granollerse po třísetovém průběhu. Ve druhé fázi jej však zastavil osmý nasazený Tomáš Berdych.

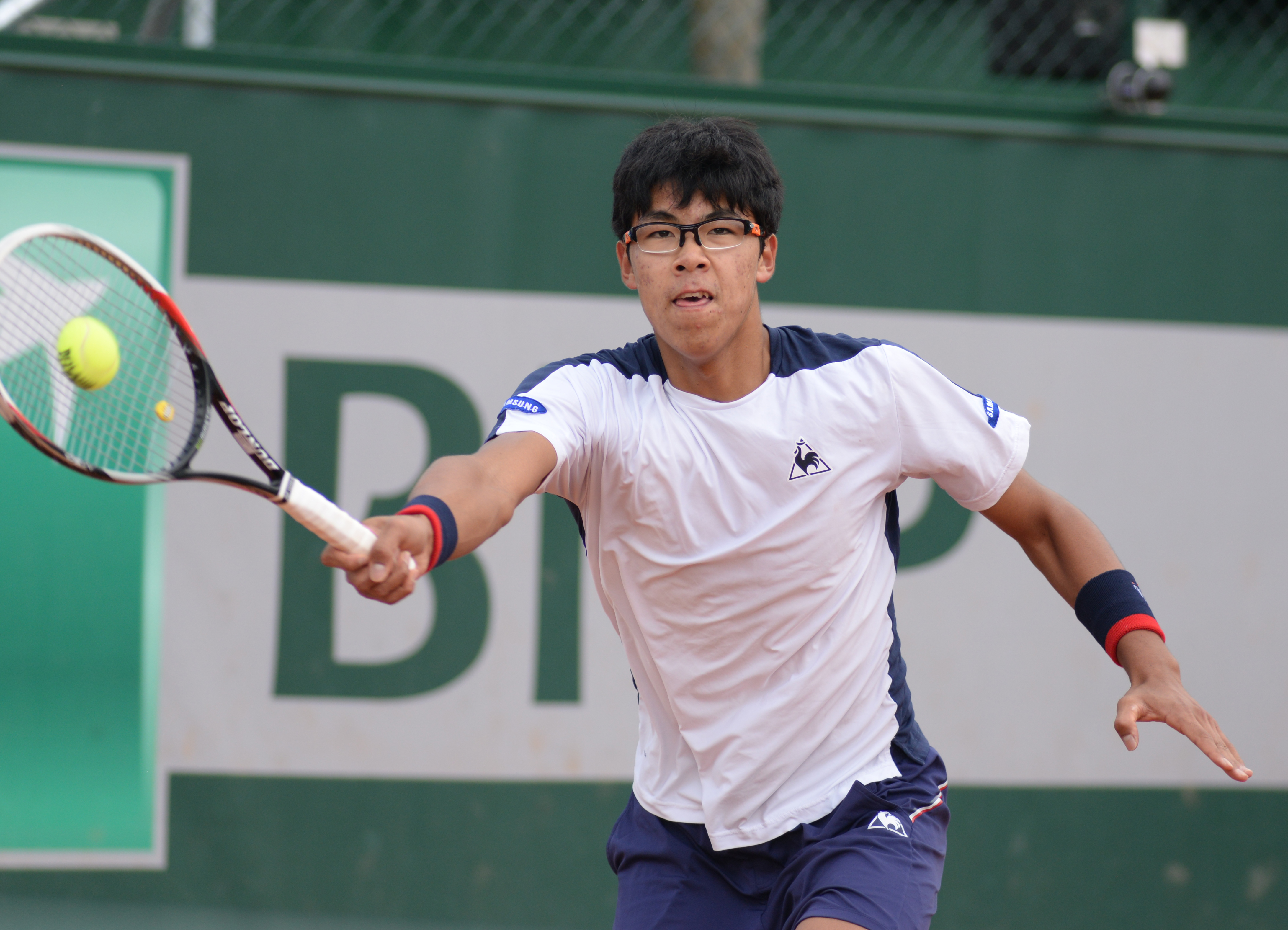
V kvalifikaci French Open 2015 startoval jako první nasazený, ale v úvodním kole na Jareda Donaldsona uhrál jediný game

Do finále postoupil na listopadovém debutovém ročníku Next Generation ATP Finals 2017 pro hráče do 21 let, když postoupil ze základní skupiny po výhrách nad nejvýše nasazeným Rusem Andrejem Rubljovem, Kanaďanem Denisem Shapovalovem a na divokou kartu startujícím Italem Gianluigim Quinzim. V semifinále zdolal ruského tenistu Daniila Medveděva, aby v rozhodujícím závěrečném duelu zopakoval vítězství nad Rubljovem. Turnaj se odehrával ve formátu Fast4 tenisu bez bodového ohodnocení.
Debut v hlavní soutěži nejvyšší grandslamové kategorie zaznamenal ve mužském singlu Wimbledonu 2015. V úvodním kole však prohrál pětisetovou bitvu s francouzským kvalifikantem Pierrem-Huguesem Herbertem až poměrem gamů 8–10 v rozhodující sadě.
V letní části roku 2016 chyběl na okruhu čtyři měsíce pro břišní zranění. Během kariéry porazil světové třináctky, poprvé Belgičana Davida Goffina ve druhém kole montréalského Rogers Cupu a poté v úvodním klání Shanghai Rolex Masters 2017 Španěla Roberta Bautistu Aguta.
Ve dvaceti jedna letech přijel na lednové Australian Open 2018 jako 59. hráč žebříčku. Po výhrách nad turnajovou dvaatřicítkou Mischou Zverevem a Rusem Daniilem Medveděvem, vyřadil ve třetí fázi německou světovou čtyřku Alexandra Zvereva po pětisetové bitvě. V závěrečné sadě přitom soupeři uštědřil „kanára“. Stal se tak prvním Jihokorejcem v osmifinále Australian Open. V něm pak za 3.21 hodin přešel nad šestinásobným vítězem turnaje a čtrnáctým nasazeným Novakem Djokovićem, jenž se vracel k tenisu po dlouhodobém zranění. Čong se tak stal historicky prvním jihokorejským tenistou ve čtvrtfinále Grand Slamu. Po vyřazení překvapení turnaje, Američana Tennyse Sandgrena, jej mezi poslední čtveřicí hráčů zastavil druhý muž žebříčku a obhájce titulu, Švýcar Roger Federer. Ve druhé sadě Čong zápas skrečoval. Březnový masters BNP Paribas Open 2018 v Indian Wells znamenal čtvrtfinálovou účast, když opět dohrál na raketě Federera.

## Finále Next Gen ATP Finals

### Dvouhra: 1 (1–0)
| Stav  | č. | datum              | turnaj        | povrch    | soupeř ve finále | výsledek                     |
| ----- | -- | ------------------ | ------------- | --------- | ---------------- | ---------------------------- |
| Vítěz | 1. | 11. listopadu 2017 | Milán, Itálie | tvrdý (h) | Andrej Rubljov   | 3–4(5–7), 4–3(7–2), 4–2, 4–2 |

## Finále na challengerech ATP a okruhu Futures
| Legenda                    |
| -------------------------- |
| Challengery (8–3 D; 0–1 Č) |
| Futures (4–3 D; 2–5 Č)     |

### Dvouhra: 18 (12–6)
| Stav      | č. | datum              | turnaj                  | povrch    | soupeř ve finále    | výsledek           |
| --------- | -- | ------------------ | ----------------------- | --------- | ------------------- | ------------------ |
| Finalista | 1. | 12. května 2013    | Soul, Jižní Korea       | tvrdý     | Daniel Nguyen       | 6–4, 5–7, 4–6      |
| Vítěz     | 1. | 16. června 2013    | Kimčchon, Jižní Korea   | tvrdý     | Enrique López-Pérez | 6–2, 6–3           |
| Vítěz     | 2. | 15. února 2014     | Nonthaburi, Thailand    | tvrdý     | Nam Ji-sung         | 6–2, 7–6(7–4)      |
| Vítěz     | 3. | 1. března 2014     | Nonthaburi, Thajsko     | tvrdý     | Marcus Willis       | 6–2, 6–4           |
| Finalista | 2. | 23. března 2014    | Jü-si, ČLR              | tvrdý     | Čang Ce             | 6–7(3–7), 6–7(3–7) |
| Vítěz     | 4. | 1. června 2014     | Čangwon, Jižní Korea    | tvrdý     | Cho Min-hyeok       | 6–1, 2–6, 7–5      |
| Finalista | 3. | 8. června 2014     | Tegu, Jižní Korea       | tvrdý     | Kim Cheong-eui      | 5–7, 6–7(5–7)      |
| Vítěz     | 1. | 31. srpna 2014     | Bangkok, Thajsko        | tvrdý     | Jordan Thompson     | 7–6(7–0), 6–4      |
| Vítěz     | 2. | 7. února 2015      | Burnie, Austrálie       | tvrdý     | Alex Bolt           | 6–2, 7–5           |
| Finalista | 1. | 15. února 2015     | Launceston, Austrálie   | tvrdý     | Bjorn Fratangelo    | 6–4, 2–6, 5–7      |
| Vítěz     | 3. | 26. dubna 2015     | Savannah, Spojené státy | antuka    | James McGee         | 6–3, 6–2           |
| Vítěz     | 4. | 10. května 2015    | Pusan, Jižní Korea      | tvrdý     | Lukáš Lacko         | 6–3, 6–1           |
| Finalista | 2. | 17. května 2015    | Soul, Jižní Korea       | tvrdý     | Go Soeda            | 6–3, 3–6, 3–6      |
| Vítěz     | 5. | 27. září 2015      | Kao-siung, Tchaj-wan    | tvrdý     | Juki Bhambri        | 7–5, 6–4           |
| Finalista | 3. | 17. září 2016      | Nan-čchang, ČLR         | tvrdý     | Hiroki Morija       | 6–4, 1–6, 4–6      |
| Vítěz     | 6. | 25. září 2016      | Kao-siung, Tchaj-wan    | tvrdý     | Lee Duck-hee        | 6–4, 6–2           |
| Vítěz     | 7. | 13. listopadu 2016 | Kóbe, Japonsko          | tvrdý (h) | James Duckworth     | 6–4, 7–6(7–2)      |
| Vítěz     | 8. | 29. ledna 2017     | Maui, Spojené státy     | tvrdý     | Taró Daniel         | 7–6(7–3), 6–1      |

### Čtyřhra (2 tituly)
| č. | datum          | turnaj               | povrch | spoluhráč   | poražení finalisté                 | výsledek              |
| -- | -------------- | -------------------- | ------ | ----------- | ---------------------------------- | --------------------- |
| 1. | 22. února 2014 | Nonthaburi, Thajsko  | tvrdý  | Nam Ji Sung | Marcus Willis Lewis Burton         | 6–4, 6–7(4–7), [10–7] |
| 2. | 1. června 2014 | Čangwon, Jižní Koera | tvrdý  | Nam Ji Sung | Cho Soong-Jae Kim Dylan Seong-Kwan | 6–3, 6–3              |

## Finále na juniorském Grand Slamu

### Dvouhra juniorů: 1 (0–1)
| stav      | rok  | turnaj    | povrch | soupeř ve finále | výsledek      |
| --------- | ---- | --------- | ------ | ---------------- | ------------- |
| Finalista | 2013 | Wimbledon | tráva  | Gianluigi Quinzi | 5–7, 6–7(2–7) |

## Postavení na konečném žebříčku ATP

### Dvouhra
| Rok    | 2012 | 2013   | 2014   | 2015  | 2016   | 2017  |
| Pořadí | 970. | ▲ 501. | ▲ 173. | ▲ 51. | ▼ 104. | ▲ 58. |

### Čtyřhra
| Rok    | 2012  | 2013   | 2014   | 2015   | 2016   | 2017   |
| Pořadí | 1267. | ▲ 582. | ▲ 382. | ▼ 649. | ▲ 221. | ▼ 399. |